# Wounded Knee Creek

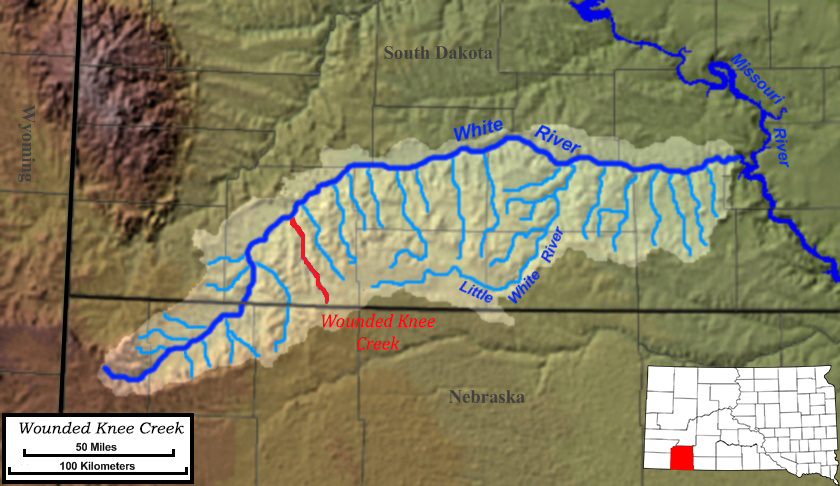
Wounded Knee Creek

Wounded Knee Creek is een zijrivier van de White River, ongeveer 80 km lang, in het zuidwesten van de Amerikaanse staat South Dakota. In de taal van de Lakota wordt deze rivier Chankwe Opi Wakpala genoemd.
Wounded Knee Creek ontspringt in de zuidoosthoek van het Pine Ridge Indian Reservation langs de grens met Nebraska en stroomt naar het noordwesten, voorbij de plek waar in 1890 het Bloedbad van Wounded Knee plaatsvond en de plaatsen Wounded Knee en Manderson. De rivier loopt doorheen het reservaat naar het het noordwesten en mondt uit in de White River ten zuiden van het Badlands National Park.